# سنجاقک‌های سایه
سنجاقک‌های سایه (نام علمی: Platystictidae) نام یک تیره از زیرراسته سنجاقک است.